# Stay with me (倖田來未單曲)
「stay with me」為2008年12月24日發行之日本歌手・倖田來未第42nd單曲。

## 附註
- 本作為2009年1月28日發行的專輯「TRICK 魔幻把戲」的先行單曲。
- 與前作「TABOO」相隔約2個月半發行的新單曲。
- 「stay with me」為「au LISTEN MOBILE SERVICE|LISMO」廣告曲及Sony Ericsson的手機「Xmini」廣告曲。
- 與前作相同製作2種版本的音樂錄影帶。
- 發行日前的手機鈴聲下載突破100萬次，後又增加至250萬次的下載記錄。
- 「TABOO（禁忌）」以來第6張於Oricon週間排名獲得第一名的單曲。

## 發行版本
- CD+DVD
- CD ONLY
- FC限定版

## 曲目

### CD
1. stay with me
作詞：倖田來未　作曲：成海カズト　編曲：華原大輔
2. Winter Bell
作詞：倖田來未　作曲：山木隆一郎　編曲：鈴木ヒロト
3. stay with me〜orgel version〜
4. stay with me -Instrumental-
5. Winter Bell -Instrumental-

### DVD
1. stay with me（MUSIC VIDEO）
2. stay with me（MUSIC VIDEO　ANOTHER EDITION）

### CD（FC限定盤）
1. stay with me
2. stay with me -Instrumental-